# 中判田駅
中判田駅（なかはんだえき）は、大分県大分市大字中判田にある、九州旅客鉄道（JR九州）豊肥本線の駅である。

## 歴史
駅名の「中判田」は1875年（明治8年）に成立した中判田村に由来するものである。古くは承平年間（931-938年）に編纂された『和名抄』に「判太郷」という地名が見えるが、判太郷の所在地は不明であり、現行地名との関係には諸説がある。唐橋君山の『豊後国志』及び『箋釈豊後風土記』では現在の判田を判太郷に比定しているが、井上通泰は『豊後風土記新考』において中判田村という村名は判太郷に因んで新しく付けられたものであるとしている。
1954年（昭和29年）頃には、蒸気機関車が一日に14本止まり、利用者は約3,000人に上った。駅周辺には映画館や商店が並んでいたという。

### 年表
- 1914年（大正3年）4月1日：鉄道院（後に日本国有鉄道）犬飼軽便線の終着駅として開業[2][3][7]。
- 1916年（大正5年）9月1日：犬飼軽便線が竹中駅まで延伸され[2]、途中駅となる。
- 1928年（昭和3年）12月2日：路線名改称に伴い、豊肥本線の駅となる[2]。
- 1971年（昭和46年）10月1日：貨物取扱廃止[3][8]。
- 1984年（昭和59年）
  - 2月1日：荷物扱い廃止[3]。
  - 11月1日：無人化[9]。
- 1987年（昭和62年）4月1日：国鉄分割民営化により九州旅客鉄道が継承[3]。
- 1991年（平成3年）7月15日：プラットホーム約90mを35cm嵩上げし、上屋を改築[10]。
- 1992年（平成4年）7月15日：同日、勤務する駅員3名が異動により全員女性となる[11]。
- 2012年（平成24年）12月1日：ICカードSUGOCAの利用を開始[12]。
- 2014年（平成26年）4月1日：開業100周年記念祝賀会挙行[7][6]。
- 2023年（令和5年）7月1日：駅遠隔案内システム（Smart Support Station）「ANSWER」の導入に伴い終日無人化[13][14][15]。
- 2025年（令和7年）3月15日：豊肥線内の特急停車を取りやめ、普通列車のみ停車となる。

## 駅構造
島式ホーム1面2線を有する地上駅である。駅舎とホームは跨線橋で連絡している。大分駅から当駅止まりの列車が1時間に1本程度ある。線路は駅付近で大きく曲がっており、これに沿ってホームもカーブしている。これは、当初の計画では大分方面から直進して大野川を越え、その右岸を通る予定であったが、反対運動によってコースを大野川左岸に変更したためとされる。
無人駅である。木造駅舎を有する。2023年6月30日まではJR九州サービスサポートが駅業務を受託する業務委託駅であり、きっぷうりばが設置されていた。ICカードSUGOCAは無記名式のみ発売している。SUGOCAは当駅より豊後竹田方面では肥後大津駅までは対象外となっているが、肥後大津駅まで途中下車しない限り、熊本方面へは特例として利用することができる。
当初は2018年3月17日に当駅 - 滝尾駅間に駅遠隔案内システム「ANSWER」を導入した上で当駅を無人化する予定であったが、当駅 - 敷戸駅間に関しては「ANSWER」導入は見送られた。JR九州は駅のバリアフリー工事の進展状況や「ANSWER」導入駅の利用状況を踏まえた上で、当駅にも「ANSWER」導入を検討、2023年7月1日から導入された。

### のりば
| のりば | 路線      | 方向 | 行先               |
| ------ | --------- | ---- | ------------------ |
| 1･2    | ■豊肥本線 | 上り | 豊後竹田・熊本方面 |
| 1･2    | ■豊肥本線 | 下り | 大分方面           |

## 利用状況
2023年（令和5年）度の1日平均乗車人員は731人である。
| 乗車人員推移 | 乗車人員推移 |
| 年度         | 1日平均人数  |
| ------------ | ------------ |
| 2000年       | 1,152        |
| 2001年       | 1,151        |
| 2002年       | 1,115        |
| 2003年       | 1,116        |
| 2004年       | 1,125        |
| 2005年       | 1,050        |
| 2006年       | 1,098        |
| 2007年       | 1,037        |
| 2008年       | 1,050        |
| 2009年       | 1,003        |
| 2010年       | 986          |
| 2011年       | 998          |
| 2012年       | 1,014        |
| 2013年       | 1,066        |
| 2014年       | 976          |
| 2015年       | 1,012        |
| 2016年       | 950          |
| 2017年       | 932          |
| 2018年       | 864          |
| 2019年       | 842          |
| 2020年       | 728          |
| 2021年       | 687          |
| 2022年       | 691          |
| 2023年       | 731          |

## 駅周辺
駅の周囲は低層住宅が並ぶ住宅街である。駅からやや離れて国道10号の旧道が通っており、旧道沿いは古くからの地区の中心部で小規模な商店が立ち並んでいる。その先には現在の国道10号がほぼ並行して走り、近年は国道10号沿いに商業施設の集積が進んでいる。国道10号からは当駅の近くで大分南バイパスが分岐している。地区内の丘陵地には住宅団地が開発されており、人口増が著しい。

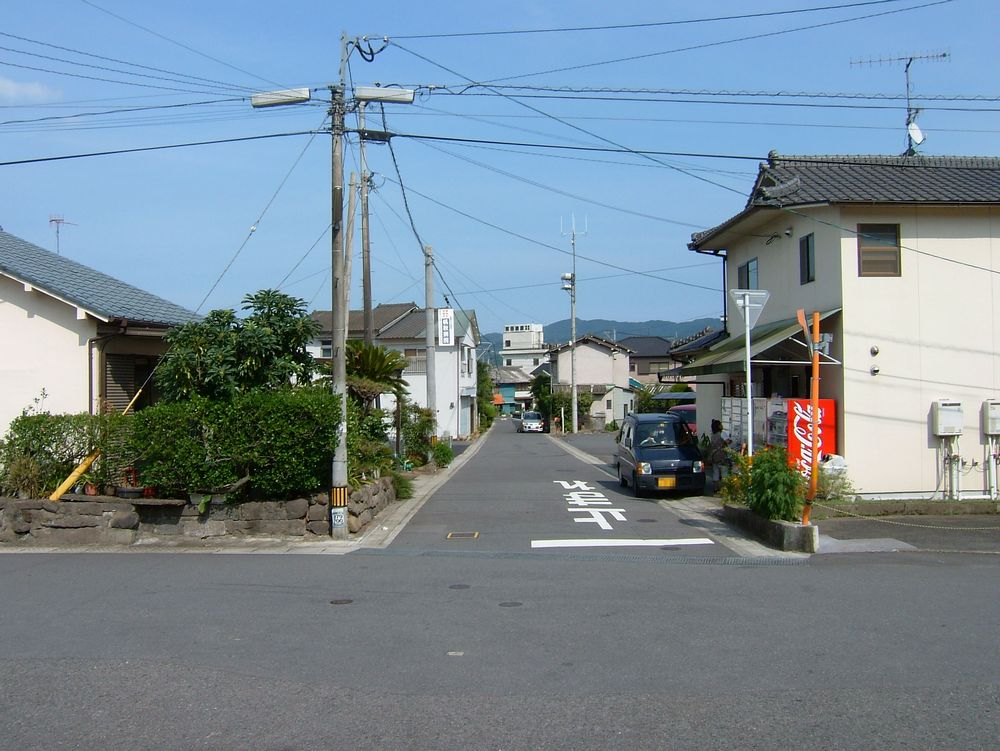
駅前

- 名所・旧跡
  - 戸次川原古戦場跡[23]
- 公共機関
  - 大分県立大分南高等学校
  - 大分市立判田中学校
  - 大分市立判田小学校
  - 大分市立判田幼稚園
  - やまばと幼稚園
  - 大分市あかつき保育所
  - 大分県企業局判田浄水場
  - 判田郵便局
- 住宅団地
  - ひばりヶ丘・つつじヶ丘
  - 判田台
- 交通
  - 国道10号
  - 国道10号大分南バイパス

## 隣の駅
九州旅客鉄道（JR九州）
■豊肥本線
■普通
大分大学前駅 - 中判田駅 - 竹中駅